# Битка за Бир Хакејм
Битка за Бир Хакејм (26. мај - 11. јун 1942) вођена је током Другог светског рата између снага италијанско-немачког афричког корпуса под командом генерала Ромела и снага Слободне Француске. Мање француске снаге херојски су држале своје положаје 16 дана. Битка је дозволила Савезницима да се регрупишу и припреме за битку код Ел Аламејна.

## Позадина и припреме
Бир Хакејм био је на крају савезничке одбрамбене линије изграђене у време затишја у Сјеверној Африци током 1942. године. Посаду овог утврђеног подручја чинило је око 3.700 француских легионара из 2, 3. и 13. батаљона Легије странаца, а заповедао им је искусни генерал Мари-Пијер Кениг. Ова јединица се већ прије под заповедништвом бригадира Амилаквариа овенчала храброшћу и славом у рату на подручју Африке и Сирије. Током четири мјесеца око Бир Хакејма одвијале су се само повремене чарке, а за то време легионари су ископали подземна склоништа, ровове пуног профила (око 170 cm дубине), и своја бојна возила су до половине закопали у песак ради заштите од фрагмената распрснутих бомби и граната. Минска поља била су постављена на начин да су противника присиљавала да се креће на простору у који је било упрто све расположиво наоружање кружне одбране, где су браниоци могли да га туку и на крају униште.

## Битка
Дана 26. маја 1942. јединица са око 1.600 легионара уочила је кретање великих противничких снага према Бир Хакејму. Генералу Кенигу одмах је постало јасно да је почео немачки напад и да Ромел жели да обухвати савезничке положаје с југа. Следећег дана испред Бир Хакејма избиле су двије италијанске дивизије, а биле су то 102. оклопна дивизија Ариете и 101. моторизована дивизија Триесте с укупно 220 лаких и 50 средњих тенкова. Италијани су напали с тенковима који су засипали гранатама положаје легионара који су мирно чекали и трпели ватру све до тренутка када су им се италијански тенкови приближили на жељену даљину. Тада су легионари отворили жестоку паљбу из своја 54 противоклопна топа калибра 57 mm. Много италијанских тенкова је погођено из непосредне близине и разнесено, док су други који су застали на минским пољима постали лаке мете за француске тобџије. Све ово поколебало је Италијане, али се ипак шест италијанских тенкова пробило у унутрашњост Бир Хакејма. Међутим, ту су их дочекали легионари који су поскакали на тенкове и побили посаде кроз отворе за извиђање и паљбу на тенковима. У том нападу Италијани су изгубили 32 тенка, а постало им је и јасно да се посада Бир Хакејма неће лако и без борбе предати.
У другом нападу Италијана легионари су били засипани авионским бомбама и топовским гранатама, а италијанској 101. дивизији у нападу се сада придружила и немачка 90. лака дивизија, док су све вријеме Штуке засипале положаје легионара разорним бомбама. Сада су у помоћ легионарима прискочили Спитфајери и Хокер харикени из састава Пустињских ваздушних снага који су након ваздушних битака које су се развиле изнад Бир Хакејма успели да отерају 'штуке'.
Али, положаје легионара и даље су засипале топовске и тенковске гранате. Читаво то време легионарска логистика храбро је ноћу допремала намирнице и залихе муниције, хране и воде својим колегама који нису ни за центиметар попуштали на својим положајима.
Међутим, то није могло трајати унедоглед, па се посљедњи конвој набавки за легионаре пробио ноћу између 7. и 8. јуна, а од тада на снагу ступа ограничена потрошња воде. Све до 9. јуна изнад глава легионара беснеле су страшне и тешке ваздушне борбе (око 80 авиона истовремено) вођене између немачких и савезничких ловаца. Доље на тлу ишао је талас за таласом напада осовинске (италијанска и немачка пешадија) пешадије подупрт тенковима из састава 15. оклопне дивизије. Тог 9. јуна на многим је местима одбране Бир Хакејма постало критично, јер је противник пробио минска поља и одбрану, па су се развиле и беспоштедне крваве борбе 'прса у прса' између војника Осовине и легионара. Легионаре је на крају спасио јуриш њихових оклопних транспортера типа БРЕН са митраљезима. Међутим, иако су легионари чинили чуда и држали се изузетно храбро и жилаво, било је само питање времена када ће на крају морати да попусте, јер Немци и Италијани нападали су опет изузетно храбро и силовито. Тако је и било јер на крају је генерал Кениг заповедио пионирима инжењерцима да отворе пролаз кроз своја минска поља, па су се бранитељи Бир Хакејма у колони по један, под борбом, извукли из места. Након јуначког отпора извукло се и састало с британским војницима око 2.600 француских легионара.

### Чланци
- Windrow, M. (1976). „Bir Hakeim”. War Monthly. London: War Monthly Publications (32). ISSN 0307-2886.